# Rocío Caracuel
Rocío Caracuel Moyano (Cañete de las Torres, 1929-2007) fue una bibliotecaria e investigadora española. Su obra se centra en los incunables españoles y en los fondos históricos de la Biblioteca de la Universidad de Sevilla.

## Trayectoria
Licenciada en Filosofía y Letras, en 1966 ingresó como personal docente en la Universidad de Sevilla. En 1969, ingresó también en el Cuerpo Facultativo de Archiveros, Bibliotecarios y Arqueólogos. Estuvo destinada en la Biblioteca de la Universidad de Barcelona, y en 1974 obtuvo el traslado a la biblioteca de la Universidad de Sevilla, donde llegó a ser directora, hasta su jubilación en 1979.
Fruto de sus investigaciones en archivos españoles fue el trabajo titulado Los mercaderes del Perú y la financiación de los gastos de la monarquía: 1650-1700, de 1966. Entre las obras que dedicó a la biblioteca universitaria sevillana, destacan Un tesoro en la Universidad de Sevilla de 1993, o Universo matemático de 2010.
Entre 1957 y 1959 investigó en el Archivo General de Indias (AGI) de Sevilla sobre el "Consulado de Lima 1650-1700".

## Reconocimientos
La sala de investigación de la Biblioteca de la Universidad de Sevilla se bautizó con el nombre de Rocío Caracuel en su honor. Por su parte, en su ciudad de nacimiento, Cañete de las Torres, se creó un museo etnográfico con su nombre, con piezas procedentes de su colección familiar y de otros vecinos de la localidad.
En 2020, fue incluida dentro del proyecto “Mujeres Investigadoras en los Archivos Estatales (1900-1970)” para la descripción archivística y creación de un micrositio específico en el Portal de Archivos Españoles (PARES), desarrollado entre 2020-2023. Este proyecto ha sido impulsado por la Subdirección General de Archivos Estatales, con el objetivo visibilizar la labor de investigación realizada en España por las mujeres en el intervalo 1900-1970 partiendo de los registros documentales que se conservan en los Archivos de Gestión de los AAEE del Ministerio de Cultura (el Archivo Histórico Nacional, el Archivo de la Corona de Aragón, el Archivo General de Simancas, el Archivo General de Indias, el Archivo de la Real Chancillería de Valladolid, el Archivo General de la Administración y el Centro de Información Documental de Archivos).

## Publicaciones
- “Los mercaderes del Perú y la financiación de los gastos de la Monarquía (1650-1700)”, en Actas y Memorias del 36 Congreso Internacional de Americanistas, vol. 4, Edición católica española, Sevilla, 1966, pp. 335-344.
- “Reproducción de libros en las bibliotecas universitarias¿un conflicto entre la legalidad y la accesibilidad?”, en Boletín de la ANABAD,  Tomo 41, Nº 3-4, 1991, págs. 507-512.
- “Adiciones y correcciones al Catálogo de Incunables de la Biblioteca Universitaria de Sevilla”, en Homenaxe a Daría Vilariño, 1993, págs. 281-290.
- “Un tesoro en la Universidad de Sevilla: incunables y obras de los siglos XVI y XVII”, Universidad de Sevilla, 1993.
- “La colección de publicaciones periódicas en las bibliotecas universitarias andaluzas”, en Boletín de la Asociación Andaluza de Bibliotecarios, Año nº 13, Nº 52, 1998, págs. 21-40.
- “El fondo histórico de la Biblioteca Universitaria de Sevilla”, en El libro antiguo en las bibliotecas españolas / coord. por Ramón Rodríguez Álvarez, Moisés Llordén Miñambres, 1998, págs. 183-200.